# Raúl López Gómez
Raúl López (n. Zapopan, Jalisco, México; 23 de febrero de 1993) es un futbolista mexicano, juega de lateral derecho o volante derecho y su actual equipo es el Tampico Madero de la Liga de Expansión MX.

## Trayectoria

### Club Deportivo Guadalajara

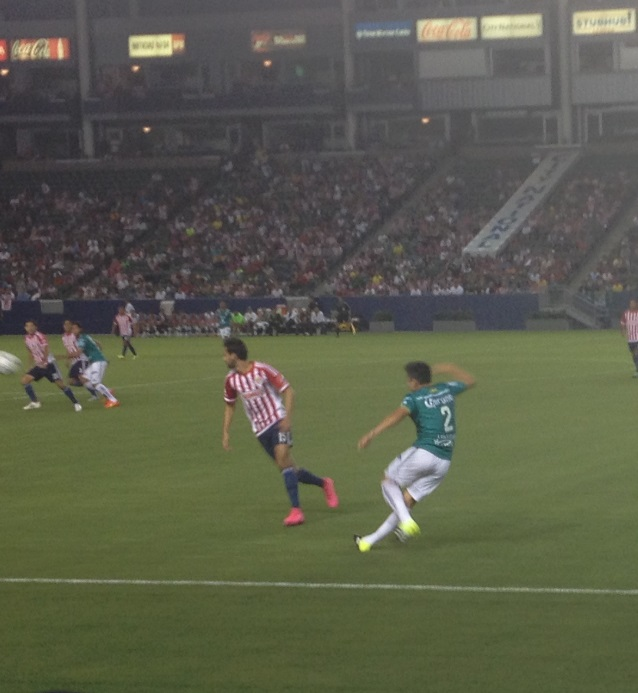
Dedos López jugando con las Chivas en 2015

Formado en las fuerzas básicas del Club Deportivo Guadalajara donde López hizo su debut profesional con el entrenador Benjamín Galindo el 3 de marzo del 2013 en un empate 1-1 ante los Pumas de la UNAM, portando el número 148.

### Correcaminos de la UAT
A falta de minutos se fue a préstamo al Correcaminos de la UAT, para el Clausura 2014.

### Deportivo Tepic
Posteriormente jugó a préstamo con el Deportivo Tepic donde logró afianzarse como un buen jugador y siendo parte del 11 titular todo el torneo en el cual llegaría a disputar la final del Ascenso MX contra Necaxa, partido en el cual convirtió un gol que fue el 1-1 momentáneo, después de que en tiempo regular y tiempos extras quedaran 4 - 4, Coras perdería en penales.

### Club Deportivo Guadalajara (Segunda Etapa)

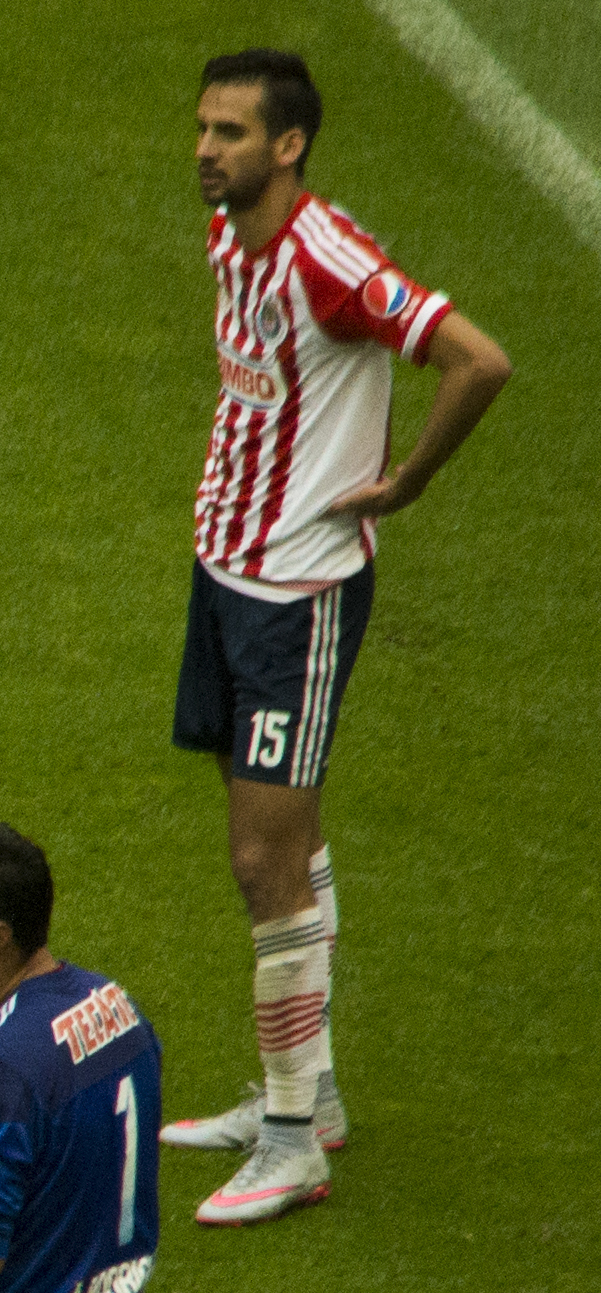
Raúl López con Chivas

El 17 de diciembre de 2014 por un comunicado en la cuenta oficial de Twitter de Club Deportivo Guadalajara se anunció su llegada a la institución rojiblanca, convirtiéndose en el quinto refuerzo de cara al Clausura 2015.
Sus grandes actuaciones lo catapultaron a llamados con la selección olímpica.

### Club de Fútbol Pachuca
El 16 de mayo de 2016, Chivas anunciaría que el Dedos López jugara cedido por un año con el Club de Fútbol Pachuca. Días después se confirma la compra definitiva de Pachuca por el jugador, la transacción fue de 4 millones de dólares.

### Deportivo Toluca Fútbol Club
El 8 de junio de 2020 se oficializa su llegada al Deportivo Toluca Fútbol Club, en calidad de préstamo desde el Club de Fútbol Pachuca, llegando como el primer refuerzo para el Apertura 2020.

## Selección nacional

### Categorías menores
En 2014 fue incluido en la lista de jugadores que representaron a México en el Torneo de Fútbol Masculino de los Juegos Centroamericanos y del Caribe, Veracruz 2014.
En 2015, participa en el Preolímpico de Concacaf de 2015, en el cual marcó un gol de penal, con el cual derrotaron a la selección de Haití.
Sub-22
| Torneo                               | Sede     | Resultado      |
| ------------------------------------ | -------- | -------------- |
| Juegos Centroamericanos y del Caribe | Veracruz | Medalla de oro |

Sub-23
| Torneo                   | Sede   | Resultado    | Partidos | Goles |
| ------------------------ | ------ | ------------ | -------- | ----- |
| Juegos Olímpicos de 2016 | Brasil | Primera fase | 1        | 0     |

### Absoluta
El 9 de noviembre del 2015, gracias a su buen momento en Chivas y por la lesión de Paul Aguilar, fue convocado al Tri por parte de Juan Carlos Osorio para los partidos de la Eliminatoria Rusia 2018 ante los El Salvador y Honduras.
El 13 de noviembre del 2015 López debuta con el Tri ingresando al minuto 72' por Miguel Layún en la victoria 3-0 ante El Salvador.

## Palmarés

### Campeonatos nacionales
| Título  | Club        | País   | Año  |
| ------- | ----------- | ------ | ---- |
| Copa MX | Guadalajara | México | 2015 |

### Campeonatos internacionales
| Títulos           | Club    | País   | Año     |
| ----------------- | ------- | ------ | ------- |
| Liga de Campeones | Pachuca | México | 2016-17 |